# نم زاد (بزنجان)
نم زاد (بالفارسية: نم زاد) هي قرية تقع في إيران في بزنجان. يقدر عدد سكانها بـ 681 نسمة بحسب إحصاء 2016.